# グレンロイ・ギルバート
グレンロイ・ギルバート（Glenroy John Gilbert、1968年8月31日 - ）は、カナダの陸上競技選手。1996年アトランタオリンピックの金メダリストである。1990年代中盤には、ギルバートとドノバン・ベイリー、ブルニー・スリン、ロバート・エスミーの4人で構成された4×100mリレーでオリンピック、世界選手権3連覇を達成した。トリニダード・トバゴのポートオブスペイン出身。

## 経歴
ギルバートが最初にメジャーな大会に出場を果たしたのは1988年ソウルオリンピックである。このときは走幅跳の選手として出場し、7m61で予選敗退している。4年後の1992年バルセロナオリンピックでは4×100mリレーのメンバーとして出場しているが、ギルバートのいたカナダは準決勝で敗退している。
ギルバートは、1993年の世界選手権の4×100mリレーに出場し3位となり、国際舞台で初めて表彰台に立つと、翌1994年のコモンウェルスゲームズでは4×100mリレーで初めての優勝を果たす。
ギルバートは、1995年にはパンアメリカンゲームズの100mで優勝。さらにイェーテボリで開催された世界選手権の4×100mリレーでも優勝を果たす。翌年のアトランタオリンピックでは、100mは2次予選では敗退してしまったが、4×100mリレーでは37秒69で2位のアメリカに0秒36の差をつけ、前年の世界選手権についで優勝。オリンピックチャンピオンに輝いた。
さらに、1997年のアテネで開催された世界選手権でも4×100mリレーで優勝し、オリンピック、世界選手権で3連覇を果たす。しかし、カナダの短距離チームの原動力ともなっていたドノバン・ベイリーが故障で精彩を欠くようになると、1999年の世界選手権、2000年シドニーオリンピックの4×100mリレーはともに準決勝で敗退した。
ギルバートは、引退後はオタワにおいて陸上のコーチとなった。
ギルバートは、夏の4回のオリンピックに加え、1994年リレハンメルオリンピックのボブスレーにも出場しており、2人乗りで15位、4人乗りで11位という成績を残している。

## 主な実績
| 年   | 大会                   | 場所                             | 種目         | 結果      | 記録   |
| ---- | ---------------------- | -------------------------------- | ------------ | --------- | ------ |
| 1988 | オリンピック           | ソウル(韓国)                     | 走幅跳       | 22位      | 7m61   |
| 1992 | オリンピック           | バルセロナ(スペイン)             | 4×100mリレー | DNF（sf） | -      |
| 1993 | 世界陸上選手権         | シュトゥットガルト(ドイツ)       | 4×100mリレー | 3位       | 37秒83 |
| 1993 | ユニバーシアード       | バッファロー(アメリカ合衆国)     | 100m         | 3位       | 10秒14 |
| 1995 | パンアメリカンゲームズ | マル・デル・プラタ(アルゼンチン) | 100m         | 1位       | 10秒21 |
| 1995 | 世界陸上選手権         | イェーテボリ(スウェーデン)       | 4×100mリレー | 1位       | 38秒31 |
| 1996 | オリンピック           | アトランタ(アメリカ合衆国)       | 4×100mリレー | 1位       | 37秒69 |
| 1997 | 世界陸上選手権         | アテネ(ギリシャ)                 | 4×100mリレー | 1位       | 37秒86 |
| 2000 | オリンピック           | シドニー(オーストラリア)         | 4×100mリレー | 7位（sf） | 38秒92 |

## 冬季オリンピックの成績
- 1994年リレハンメルオリンピック
  - 2人乗り - 15位（C・ロリ、G・ギルバート）3分33秒49
  - 4人乗り - 11位（C・ロリ、C・ファースタッド、S・バプチスト、G・ギルバート）3分29秒56